# Liste des monuments nationaux du district de Beja
Cet article recense les monuments nationaux du district de Beja, au Portugal.

## Liste
| Site                                                   | Municipalité | Identifiant | Coordonnées                        | Image |
| ------------------------------------------------------ | ------------ | ----------- | ---------------------------------- | ----- |
| Église paroissiale d'Alvito                            | Alvito       | 70395       | 38° 15′ 24″ nord, 7° 59′ 38″ ouest |       |
| Château d'Alvito (pt)                                  | Alvito       | 70457       | 38° 15′ 28″ nord, 7° 59′ 31″ ouest |       |
| Palais d'Água de Peixes (pt)                           | Alvito       | 327677      | 38° 17′ 54″ nord, 7° 57′ 35″ ouest |       |
| Château de Noudar (pt)                                 | Barrancos    | 70654       | 38° 10′ 40″ nord, 7° 03′ 46″ ouest |       |
| Zone archéologique de Quinta de Suratesta              | Beja         | 69744       | 38° 02′ 20″ nord, 7° 52′ 16″ ouest |       |
| Arc romain de Beja (pt)                                | Beja         | 69866       | 38° 01′ 02″ nord, 7° 51′ 56″ ouest |       |
| Château de Beja (pt)                                   | Beja         | 69867       | 38° 01′ 03″ nord, 7° 51′ 56″ ouest |       |
| Hermitage Santo André                                  | Beja         | 69868       | 38° 01′ 12″ nord, 7° 52′ 13″ ouest |       |
| Église de Misericórdia de Beja                         | Beja         | 69869       | 38° 00′ 57″ nord, 7° 51′ 56″ ouest |       |
| Hôpital de Misericórdia de Beja                        | Beja         | 70114       | 38° 01′ 00″ nord, 7° 51′ 58″ ouest |       |
| Couvent de Beja (pt)                                   | Beja         | 70485       | 38° 00′ 50″ nord, 7° 51′ 47″ ouest |       |
| Église Santo Amaro de Santiago Maior (pt)              | Beja         | 327210      | 38° 01′ 04″ nord, 7° 51′ 58″ ouest |       |
| Pont romain de Vila Ruiva                              | Cuba         | 69745       | 38° 15′ 35″ nord, 7° 56′ 46″ ouest |       |
| Château de Mértola                                     | Mértola      | 70160       | 37° 38′ 17″ nord, 7° 39′ 52″ ouest |       |
| Église Nossa Senhora da Anunciação de Mértola (pt)     | Mértola      | 70163       | 37° 38′ 18″ nord, 7° 39′ 49″ ouest |       |
| Pont de Mértola (pt)                                   | Mértola      | 70233       | 37° 38′ 09″ nord, 7° 39′ 51″ ouest |       |
| Église São João Batista de Moura (pt)                  | Moura        | 70424       | 38° 08′ 37″ nord, 7° 26′ 58″ ouest |       |
| Église paroissiale de Santo Aleixo da Restauração (pt) | Moura        | 70612       | 38° 04′ 06″ nord, 7° 09′ 10″ ouest |       |
| Château de Cola (pt)                                   | Ourique      | 70166       | 37° 34′ 44″ nord, 8° 18′ 02″ ouest |       |
| Nécropole d'Atalaia                                    | Ourique      | 9397371     |                                    |       |
| Château de Serpa (pt)                                  | Serpa        | 70215       | 37° 56′ 38″ nord, 7° 35′ 54″ ouest |       |
| Église São Francisco de Serpa                          | Serpa        | 70394       | 37° 56′ 47″ nord, 7° 35′ 29″ ouest |       |
| Palais des comtes de Ficalho (pt)                      | Serpa        | 71986       | 37° 56′ 39″ nord, 7° 35′ 57″ ouest |       |